# Elecciones del Distrito Metropolitano de Quito de 2000
Las elecciones del Distrito Metropolitano de Quito de 2000 se llevaron a cabo como parte de las Elecciones seccionales de Ecuador del mismo año, y tuvieron lugar el 21 de mayo. El ganador de la contienda por la alcaldía fue el socialdemócrata Paco Moncayo, del partido Izquierda Democrática.

## Elecciones de concejales cantonales
Se eligieron 8 concejales cantonales:
- Izquierda Democrática

1. Andrés Vallejo
2. Alfredo Vera
3. Wilma Andrade
4. Margarita Carranco
5. José Bungacho

- Democracia Popular

1. Luz Elena Coloma
2. Mauricio Pinto

- Movimiento Popular Democrático - Partido Socialista-Frente Amplio - Pachakutik

1. María Eugenia Lima[7]